# Piasek (Sainte-Croix)
Pour les articles homonymes, voir Piasek.
Piasek est une localité polonaise de la gmina de Stąporków, située dans le powiat de Końskie en voïvodie de Sainte-Croix.